# Hasło Łódzkie
Hasło Łódzkie – dziennik informacyjno-polityczny o orientacji sanacyjnej, wydawany w latach 1927–1931 w Łodzi.
Redaktorem naczelnym był Stanisław Targowski, dział kulturalny prowadził Mieczysław Jagoszewski, Stanisław Sapociński przygotowywał recenzje teatralne. Obowiązki redaktora odpowiedzialnego sprawował Michał Walter.
Wydawcą gazety było Wydawnictwo Towarzystwa Rzemieślniczego „Resursa” w Łodzi, drukowana w Drukarni Państwowej w Łodzi, na ul. Piotrkowskiej 85. W dni powszednie liczyła 8 stron, w niedzielę 12. Kosztowała 15 gr.